# لينكون (كاليفورنيا)
لينكون (بالإنجليزية: Lincoln)‏ هي إحدى مدن مقاطعة بلاسير، كاليفورنيا. تم إعطاءها لقب مدينة في 7 أغسطس، 1890.

## التركيبة السكانية
حدّد مكتب تعداد الولايات المتحدة بيانات التركيبة السكانية للينكون في تعداد الولايات المتحدة. في ما يلي، التركيبة السكانية حسب تعدادي 2000 و2010.

### تعداد عام 2000
بلغ عدد سكان لينكون 11,205 نسمة بحسب تعداد عام 2000، وبلغ عدد الأسر 3,874 أسرة وعدد العائلات 3,033 عائلة مقيمة في المدينة. في حين سجلت الكثافة السكانية 183.7 نسمة لكل كيلومتر مربع (475.8/ميل2). وبلغ عدد الوحدات السكنية 4,146 وحدة بمتوسط كثافة قدره 68 لكل كيلومتر مربع (176.1/ميل2).
وتوزع التركيب العرقي للمدينة بنسبة 79.64% من البيض و0.44% من الأمريكيين الأفارقة و1.26% من الأمريكيين الأصليين و1.08% من الأمريكيين ذوي الأصول الآسيوية و0.14% من سكان جزر المحيط الهادئ و13.47% من الأعراق الأخرى و3.97% من عرقين مختلطين أو أكثر و25.98% من الهسبانيون أو اللاتينيون من أي عرق.
بلغ عدد الأسر 3,874 أسرة كانت نسبة 43.9% منها لديها أطفال تحت سن الثامنة عشر تعيش معهم، وبلغت نسبة الأزواج القاطنين مع بعضهم البعض 59.5% من أصل المجموع الكلي للأسر، ونسبة 13.3% من الأسر كان لديها معيلات من الإناث دون وجود شريك،  بينما كانت نسبة 5.4% من الأسر لديها معيلون من الذكور دون وجود شريكة وكانت نسبة 21.7% من غير العائلات. تألفت نسبة 17.2% من أصل جميع الأسر من عدة أفراد يعيشون في نفس المنزل ونسبة 6.8% كانت تتألف من شخص يعيش بمفرده يبلغ من العمر 65 عاماً أو أكثر. وبلغ متوسط حجم الأسرة المعيشية 2.86، أما متوسط حجم العائلات فبلغ 3.20.
بلغ العمر الوسطي للسكان 32.4 عاماً. وكانت نسبة 30% من القاطنين تحت سن الثامنة عشر، وكانت نسبة 8.9% بين الثامنة عشر والرابعة والعشرين عاماً، ونسبة 30.3% كانت واقعةً في الفئة العمرية ما بين الخامسة والعشرين والرابعة والأربعين عاماً، ونسبة 19.5% كانت ما بين الخامسة والأربعين والرابعة والستين، ونسبة 10.4% كانت ضمن فئة الخامسة والستين عاماً فما فوق. يوجد لكل 100 أنثى 96.6 ذكر، ويوجد لكل 100 أنثى في الثامنة عشر من عمرها فما فوق 93.7 ذكر.
بلغ متوسط دخل الأسرة في المدينة 45,547 دولارًا، أما متوسط دخل العائلة فبلغ 51,166 دولارًا. وكان متوسط دخل الذكور 38,460 دولارًا مقابل 25,603 دولارًا للإناث. وسجل دخل الفرد الخاص بالمدينة 19,447 دولارًا. وكانت نسبة 10.3% من العائلات ونسبة 12.4% من السكان تحت خط الفقر، وكان من هؤلاء نسبة 20.2% تحت سن الثامنة عشر ونسبة 4.7% في الخامسة والستين من العمر وما فوق.

### تعداد عام 2010
بلغ عدد سكان لينكون 42,819 نسمة بحسب تعداد عام 2010، وبلغ عدد الأسر 16,479 أسرة وعدد العائلات 12,153 عائلة مقيمة في المدينة. في حين سجلت الكثافة السكانية 702 نسمة لكل كيلومتر مربع (1,818.2/ميل2). وبلغ عدد الوحدات السكنية 17,457 وحدة بمتوسط كثافة قدره 286.2 لكل كيلومتر مربع (741.3/ميل2).
وتوزع التركيب العرقي للمدينة بنسبة 79.61% من البيض و1.47% من الأمريكيين الأفارقة و0.93% من الأمريكيين الأصليين و6.22% من الأمريكيين ذوي الأصول الآسيوية و0.27% من سكان جزر المحيط الهادئ و7.30% من الأعراق الأخرى و4.21% من عرقين مختلطين أو أكثر و17.74% من الهسبانيون أو اللاتينيون من أي عرق.
بلغ عدد الأسر 16,479 أسرة كانت نسبة 31.5% منها لديها أطفال تحت سن الثامنة عشر تعيش معهم، وبلغت نسبة الأزواج القاطنين مع بعضهم البعض 62.9% من أصل المجموع الكلي للأسر، ونسبة 7.3% من الأسر كان لديها معيلات من الإناث دون وجود شريك،  بينما كانت نسبة 3.6% من الأسر لديها معيلون من الذكور دون وجود شريكة وكانت نسبة 26.3% من غير العائلات. تألفت نسبة 21.3% من أصل جميع الأسر من عدة أفراد يعيشون في نفس المنزل ونسبة 12.9% كانت تتألف من شخص يعيش بمفرده يبلغ من العمر 65 عاماً أو أكثر. وبلغ متوسط حجم الأسرة المعيشية 2.59، أما متوسط حجم العائلات فبلغ 3.01.
بلغ العمر الوسطي للسكان 40.5 عاماً. وكانت نسبة 24.2% من القاطنين تحت سن الثامنة عشر، وكانت نسبة 5.5% بين الثامنة عشر والرابعة والعشرين عاماً، ونسبة 25.4% كانت واقعةً في الفئة العمرية ما بين الخامسة والعشرين والرابعة والأربعين عاماً، ونسبة 21.4% كانت ما بين الخامسة والأربعين والرابعة والستين، ونسبة 23.5% كانت ضمن فئة الخامسة والستين عاماً فما فوق. وتوزع التركيب الجنسي للسكان بنسبة 48.1% ذكور و51.9% إناث.

## المناخ
يظهر الجدول التالي التغييرات المناخية على مدار السنة للينكون:
| البيانات المناخية لـلينكون                                                             | البيانات المناخية لـلينكون | البيانات المناخية لـلينكون | البيانات المناخية لـلينكون | البيانات المناخية لـلينكون | البيانات المناخية لـلينكون | البيانات المناخية لـلينكون | البيانات المناخية لـلينكون | البيانات المناخية لـلينكون | البيانات المناخية لـلينكون | البيانات المناخية لـلينكون | البيانات المناخية لـلينكون | البيانات المناخية لـلينكون | البيانات المناخية لـلينكون |
| الشهر                                                                                  | يناير                      | فبراير                     | مارس                       | أبريل                      | مايو                       | يونيو                      | يوليو                      | أغسطس                      | سبتمبر                     | أكتوبر                     | نوفمبر                     | ديسمبر                     | المعدل السنوي              |
| -------------------------------------------------------------------------------------- | -------------------------- | -------------------------- | -------------------------- | -------------------------- | -------------------------- | -------------------------- | -------------------------- | -------------------------- | -------------------------- | -------------------------- | -------------------------- | -------------------------- | -------------------------- |
| الدرجة القصوى °ف (°م)                                                                  | 75 (24)                    | 78 (26)                    | 86 (30)                    | 98 (37)                    | 107 (42)                   | 110 (43)                   | 115 (46)                   | 110 (43)                   | 111 (44)                   | 102 (39)                   | 87 (31)                    | 76 (24)                    | 115 (46)                   |
| متوسط درجة الحرارة الكبرى °ف (°م)                                                      | 53 (12)                    | 60 (16)                    | 64 (18)                    | 71 (22)                    | 80 (27)                    | 88 (31)                    | 94 (34)                    | 92 (33)                    | 87 (31)                    | 77 (25)                    | 63 (17)                    | 54 (12)                    | 74 (23)                    |
| المتوسط اليومي °ف (°م)                                                                 | 46 (8)                     | 51 (11)                    | 54 (12)                    | 60 (16)                    | 66 (19)                    | 73 (23)                    | 78 (26)                    | 76 (24)                    | 73 (23)                    | 65 (18)                    | 54 (12)                    | 47 (8)                     | 62 (17)                    |
| متوسط درجة الحرارة الصغرى °ف (°م)                                                      | 39 (4)                     | 42 (6)                     | 44 (7)                     | 48 (9)                     | 53 (12)                    | 58 (14)                    | 61 (16)                    | 61 (16)                    | 58 (14)                    | 52 (11)                    | 44 (7)                     | 39 (4)                     | 50 (10)                    |
| أدنى درجة حرارة °ف (°م)                                                                | 21 (−6)                    | 23 (−5)                    | 27 (−3)                    | 33 (1)                     | 36 (2)                     | 43 (6)                     | 48 (9)                     | 46 (8)                     | 41 (5)                     | 31 (−1)                    | 27 (−3)                    | 16 (−9)                    | 16 (−9)                    |
| الهطول إنش (مم)                                                                        | 3.98 (101)                 | 3.46 (88)                  | 3.07 (78)                  | 1.58 (40)                  | 0.58 (15)                  | 0.12 (3.0)                 | 0.04 (1.0)                 | 0.06 (1.5)                 | 0.35 (8.9)                 | 1.08 (27)                  | 2.80 (71)                  | 3.33 (85)                  | 20.45 (519.4)              |
| متوسط أيام هطول الأمطار                                                                | 9                          | 8                          | 9                          | 5                          | 3                          | 1                          | 1                          | 1                          | 1                          | 3                          | 7                          | 9                          | 57                         |
| المصدر: http://www.myforecast.com/bin/climate.m?city=11897&zip_code=95648&metric=false |                            |                            |                            |                            |                            |                            |                            |                            |                            |                            |                            |                            |                            |

## أعلام
- ريد جونز
- فريد كلارك